# Третья планета от Солнца
«Третья планета от Солнца» (англ. Third Rock from the Sun — досл. «Третья глыба от Солнца») — американский ситком, выходивший в эфир на телеканале NBC с 1996 по 2001 годы. Герои фильма — группа инопланетян-исследователей, прибывших на Землю, которую они считают самой ничтожной планетой, и принявших облик человеческой семьи для наблюдения за людьми.

## Обзор

### Замысел
Сюжет шоу вращается вокруг инопланетной исследовательской экспедиции в её попытках вести жизнь обычной человеческой семьи в вымышленном городе Резерфорде в Огайо, где они живут в съёмной квартире в мансарде дома. Комедийность основывается на комизме положений, в которых оказываются герои, пытаясь изучить человеческое общество и, будучи вселившимися в человеческие тела, постичь это состояние. Со временем они осваиваются на Земле, и их личная жизнь начинает занимать их больше, нежели их задание.
Дик Соломон (Джон Литгоу), главнокомандующий экспедиции, становится кормильцем семьи и устраивается преподавать физику в Пенделтонском университете. Офицеру по информации Томми (Джозеф Гордон-Левитт) досталось тело подростка, он ходит в школу, позже — в колледж. Офицерам по безопасности Салли (Кристен Джонстон) и по связи Гарри (Френч Стюарт) за тридцать, им предоставлено проводить жизнь дома, перебиваясь случайными заработками.
Семья часто связывается со своим инопланетным (и обычно закадровым) начальником, Большой Гигантской Головой. Его задания пересылаются через Гарри, который внезапно (и зачастую в неподходящих обстоятельствах) застывает, поднимает руки (служащие ему антеннами) и восклицает: «Принято сообщение от Большой Гигантской Головы».